# Heimdall 2: Into the Hall of Worlds
Heimdall 2: Into the Hall of Worlds is een videospel voor diverse platforms. Het spel werd uitgebracht in 1994. 

## Ontvangst
| Beoordeeld door                | Platform | Datum          | Score |
| ------------------------------ | -------- | -------------- | ----- |
| ASM (Aktueller Software Markt) | Amiga    | september 1994 | 92%   |
| Amiga Dream                    | Amiga    | juni 1994      | 90%   |
| High Score                     | Amiga    | oktober 1994   | 80%   |
| Power Play                     | Amiga    | juni 1994      | 79%   |
| Interface                      | DOS      | 1994           | 79%   |
| Amiga Joker                    | Amiga    | mei 1994       | 73%   |
| Jeuxvideo.com                  | Amiga    | 16 maart 2010  | 70%   |
| Jeuxvideo.com                  | DOS      | 16 maart 2010  | 70%   |
| PC Player (Duitsland)          | DOS      | oktober 1994   | 65%   |
| PC Games (Duitsland)           | DOS      | september 1994 | 42%   |